# Stenelmis constrictus
Stenelmis constrictus là một loài bọ cánh cứng trong họ Elmidae. Loài này được Reitter miêu tả khoa học năm 1886.